# اورلاندو بورگو
اورلاندو بورگو (انگلیسی: Orlando Borrego؛ زادهٔ ۱۹۳۶) اقتصاددان، سیاستمدار، نویسنده و چریک سابق اهل کوبا است که با چه گوارا در طول انقلاب کوبا فعالیت می‌کرده‌است.

## زندگی‌نامه
اورلاندو بورگو در سال ۱۹۳۶ در یک خانواده روستایی در اولگین، کوبا متولد شد. پدرش یک راننده تاکسی و مادرش معلم بود. در حال حاضر بورگو به عنوان مشاور وزارت حمل و نقل کوبا فعالیت می‌کند. در سال ۱۹۵۲، فولجنسیو باتیستا رهبری کودتایی را علیه دولت دموکراتیک کوبا به دست گرفت، این کودتا درست یک هفته قبل از آن صورت گرفت که پارتیدو اورتودوکسو به پیروزی در انتخابات دست یافته بود. این در حالی بود که بورگو هنوز دوره دوم دبیرستان را سپری می‌کرد، بورگو به یکی از اولین حامیان این سازمان تبدیل شد که به نام جنبش ۲۶ ژوئیه موسوم گردید، قبل از این که فیدل کاسترو حمله به پادگان‌های مونکادا را رهبری کند و قرار بود نام خود را در این سازمان ثبت کند. در اکتبر ۱۹۵۸، بورگو به ارتش شورشی جنبش ۲۶ ژوئیه پیوست که در کوه‌های اسکامبرا مستقر بودند که تحت فرماندهی چه‌گوارا قرار داشت.
با پیروزی انقلاب در ژانویه سال ۱۹۵۹، بورگو به درجه ستوان اولی رسیده بود.
بلافاصله پس از ورود ارتش انقلابی در هاوانا بورگو در کنار چه‌گوارا در قلعه لا کابینا قرار گرفت. وی به عنوان رئیس هیئت اقتصادی منصوب شد و در محاکمه‌های چند عضو رژیم باتیستا به عنوان دادستان خدمت کرد. در اکتبر سال ۱۹۵۹، چه‌گوارا او را به عنوان رئیس گروه صنعتی‌سازی، در انستیتوی تازه تأسیس شده ملی اصلاحات زراعی (INRA) منصوب کرد. INRA قرار بود در ماه مه ۱۹۵۹ قانون اصلاحات ارضی را تنظیم کند. چه تصمیم گرفت که بورگو را به عنوان معاون و دستیار شخصی خود برگزیند و خوزه مارنسا را به عنوان دبیر خود معرفی کند. با این حال، ماه بعد، رئیس بانک ملی منصوب شد، و بورگو به اداره وزارت صنعتی سازی پرداخت. این دو همچنان به‌طور مرتب با یکدیگر ملاقات داشتند تا در مورد پیشرفت و اقدامات انجام شده بحث و گفتگو کنند. در فوریه ۱۹۶۱، چه به عنوان معاون وزارت صنایع تازه گسترش یافته (MININD) منصوب گردید و اورلاندو بورگو را به عنوان معاون وزیر خود منصوب کرد. بورگو نقش مهمی در توسعه سیستم مالی بودجه ایفا کرد.
در سال ۱۹۶۴، شرکت بزرگ صنعتی شکر از MININD جدا شد تا در ارتباط با وزارت‌خانه جداگانه در دولت قرار گیرد. بورگو به عنوان وزیر جدید منصوب شد. بورگو همچنان پیرو سیستم مالی بودجه بود و برای بهبود آن با چه‌گوارا همکاری نزدیکی داشت. هنگامی که چه‌گوارا در سال ۱۹۶۵ به جمهوری دموکراتیک کنگو رفت، بورگو را با نسخه‌ای از کاپیتال ترک گفت. بورگو برای آخرین بار در سال ۱۹۶۶، هنگامی‌که چه‌گوارا در حین تدارک برای مبارزه مخفی و اعزام به بولیوی بود با او دیدار کرد. بورگو در سال ۱۹۶۸ به عنوان وزیر شکر از سمتش کناره‌گیری کرد.
اما به گفته گونزالو منتقد مشهور کوبا نویسنده کوبایی - آمریکایی ادعا کرده بود که بورگو توسط فیدل کاسترو اخراج گردید زیرا فیدل از عملکرد بورگو و احتمال دستیابی به سهمیه شکر در سال ۱۹۷۰ عصبانی شده بود. کاسترو و بورگو ادعای گونزالز را به‌طور کامل رد کرده‌اند. سرانجام بورگو در سال ۱۹۷۳ دکترای اقتصاد خود را از دانشگاه هاوانا کسب کرد.
از سال ۱۹۷۳ تا ۱۹۸۰، بورگو به عنوان مشاور شورای وزیران کوبا مشغول به خدمت شد و در عین حال دکترای دیگری را از مرکز انستیتوی ریاضی - اقتصادی اتحاد جماهیر شوروی به‌دست آورد. در سال ۱۹۹۷ همراه با ارنستو پسر چه‌گوارا بورگو به لبنان رفت و در آنجا با رئیس‌جمهور الیاس هراوی دیدار کرد، مناطقی را در نزدیکی مرز اسرائیل مشاهده کرد و از مبارزات مردم لبنان علیه اشغال اسرائیل ابراز حمایت نمود.
در حال حاضر بورگو به عنوان مشاور وزارت حمل و نقل کوبا فعالیت دارد. او در چندین نوبت به ونزوئلا سفر کرده‌است، جایی که کتاب او «چه‌گوارا - مسیر آتش» مورد تحسین هوگو چاوز قرار گرفت و به او کمک کرد تا چه‌گوارا را به عنوان یک متفکر و اقتصاددان معرفی کند. وی همچنین در سال ۲۰۰۸ از بریتانیا بازدید به عمل آورد و در کنسرت سنگ سراسر در محاصره در کنار فیلسوف جس گارسیا شرکت کرد و با یوسلین رافین رهبر دانشجویان گفتگو کرد.
در ژوئیه سال ۲۰۱۴، رئیس‌جمهور ونزوئلا، نیکلاس مادورو، بورگو را به عنوان مشاور خود منصوب نمود.

## در مورد چه‌گوارا
چه چیزی عشق چه‌گوارا را توصیف می‌کند؟ به نظر می‌رسد شیفتگی چه‌گوارا ناشی از دلتنگی‌اش نسبت به سازش‌ناپذیری اش در تحقق آرمان‌های پیشین باشد. در دنیای رقابت و مصرف‌گرایی وحشتناک، برخی عناصر انسانی همچنان در پی یک قهرمان با ارزش هستند. در چه‌گوارا آن‌ها یک الگو یافتند. مردی کاملاً از خودگذشته و مطلقاً صادق که مدام به کمال شخصیت خود می‌پرداخت. اورلاندو بورگو، نیوزویک, ۱۹۹۷